# Arkadiusz Radomski
Arkadiusz Radomski (ur. 27 czerwca 1977 w Gnieźnie) – polski piłkarz, występujący na pozycji stopera lub defensywnego pomocnika, również były reprezentant Polski.

## Kariera klubowa
Swoją karierę rozpoczynał występując w zespole Mieszko Gniezno. W 1994 roku przeniósł się do Lecha Poznań. Opuścił polską ligę w sezonie 1994/1995, przenosząc się do holenderskiego BV Veendam. Przez trzy sezony zaliczył 91 występów w Eerste divisie, zdobywając 14 bramek. Dobra gra zaowocowała transferem 20-letniego gracza do sc Heerenveen, grającego w Eredivisie. Spędził tam, aż osiem sezonów, występując w 216 spotkaniach ligowych i strzelając 4 gole. Przyczynił się do sukcesów fryzyjskiego klubu, takich jak wicemistrzostwo Holandii w sezonie 1999/2000 i awansu do Ligi Mistrzów rok później. Długi pobyt w jednym klubie zmęczył zawodnika, który zdecydował, że musi zmienić otoczenie i 19 czerwca 2005 roku podpisał kontrakt z Austrią Wiedeń. Przez trzy sezony spędzone w Austrii pojawił się na ligowych boiskach 48 razy, nie strzelając gola. Dwukrotnie zdobył krajowy puchar, raz zwyciężył w lidze. Zawodnika trapiły kontuzje, otwarcie wypowiadał się o potrzebie zmiany otoczenia i krytykował trenera, Georga Zellhofera. 21 sierpnia 2008 podpisał dwuletni kontrakt z holenderskim NEC Nijmegen. W tym klubie ponownie wpadł w konflikt z trenerem, gdy odmawiał zajmowania miejsca na ławce rezerwowych. Po wypełnieniu dwuletniego kontraktu wrócił do polskiej ligi podpisując kontrakt z Cracovią. 13 marca 2013 roku oficjalnie zakończył piłkarską karierę.

## Kariera reprezentacyjna
Występował w młodzieżowych reprezentacjach Wielkopolski i Polski. Został mistrzem Europy do lat 16 w 1993 roku, na turnieju do lat 17 zajął wraz z reprezentacją czwarte miejsce. W reprezentacji Polski zadebiutował 12 lutego 2003 roku, w spotkaniu z Chorwacją. Wystąpił w trzech spotkaniach fazy grupowej Mistrzostw Świata w 2006 roku. Gdy trener Leo Beenhakker umieścił go na liście rezerwowej, przed Euro 2008 zrezygnował z gry na tym turnieju. Łącznie rozegrał 30 spotkań w kadrze, nie zdobywając bramki.
| Mecze i gole w reprezentacji | Mecze i gole w reprezentacji | Mecze i gole w reprezentacji | Mecze i gole w reprezentacji | Mecze i gole w reprezentacji | Mecze i gole w reprezentacji | Mecze i gole w reprezentacji |
| #                            | Data                         | Miasto                       | Przeciwnik                   | Gol                          | Wynik                        | Rozgrywki                    |
| ---------------------------- | ---------------------------- | ---------------------------- | ---------------------------- | ---------------------------- | ---------------------------- | ---------------------------- |
| 1.                           | 12.02.2003                   | Split                        | Chorwacja                    |                              | 0:0                          | towarzyski                   |
| 2.                           | 30.04.2003                   | Bruksela                     | Belgia                       |                              | 1:3                          | towarzyski                   |
| 3.                           | 31.03.2004                   | Płock                        | Stany Zjednoczone            |                              | 0:1                          | towarzyski                   |
| 4.                           | 28.04.2004                   | Bydgoszcz                    | Irlandia                     |                              | 0:0                          | towarzyski                   |
| 5.                           | 29.05.2004                   | Szczecin                     | Grecja                       |                              | 1:0                          | towarzyski                   |
| 6.                           | 05.06.2004                   | Sztokholm                    | Szwecja                      |                              | 1:3                          | towarzyski                   |
| 7.                           | 04.09.2004                   | Belfast                      | Irlandia Północna            |                              | 3:0                          | Eliminacje MŚ 2006           |
| 8.                           | 09.10.2004                   | Wiedeń                       | Austria                      |                              | 3:1                          | Eliminacje MŚ 2006           |
| 9.                           | 17.11.2004                   | Paryż                        | Francja                      |                              | 0:0                          | towarzyski                   |
| 10.                          | 09.02.2005                   | Grodzisk Wielkopolski        | Białoruś                     |                              | 1:3                          | towarzyski                   |
| 11.                          | 29.05.2005                   | Szczecin                     | Albania                      |                              | 1:0                          | towarzyski                   |
| 12.                          | 04.06.2005                   | Baku                         | Azerbejdżan                  |                              | 3:0                          | Eliminacje MŚ 2006           |
| 13.                          | 17.08.2005                   | Kijów                        | Izrael                       |                              | 3:2                          | towarzyski                   |
| 14.                          | 03.09.2005                   | Chorzów                      | Austria                      |                              | 3:2                          | Eliminacje MŚ 2006           |
| 15.                          | 07.09.2005                   | Warszawa                     | Walia                        |                              | 1:0                          | Eliminacje MŚ 2006           |
| 16.                          | 12.10.2005                   | Manchester                   | Anglia                       |                              | 1:2                          | Eliminacje MŚ 2006           |
| 17.                          | 13.11.2005                   | Barcelona                    | Ekwador                      |                              | 3:0                          | towarzyski                   |
| 18.                          | 01.03.2006                   | Kaiserslautern               | Stany Zjednoczone            |                              | 0:1                          | towarzyski                   |
| 19.                          | 30.05.2006                   | Chorzów                      | Kolumbia                     |                              | 1:2                          | towarzyski                   |
| 20.                          | 03.06.2006                   | Wolfsburg                    | Chorwacja                    |                              | 1:0                          | towarzyski                   |
| 21.                          | 09.06.2006                   | Gelsenkirchen                | Ekwador                      |                              | 0:2                          | MŚ 2006                      |
| 22.                          | 14.06.2006                   | Dortmund                     | Niemcy                       |                              | 0:1                          | MŚ 2006                      |
| 23.                          | 20.06.2006                   | Hanower                      | Kostaryka                    |                              | 2:1                          | MŚ 2006                      |
| 24.                          | 16.08.2006                   | Odense                       | Dania                        |                              | 0:2                          | towarzyski                   |
| 25.                          | 02.09.2006                   | Bydgoszcz                    | Finlandia                    |                              | 1:3                          | el. Euro 2008                |
| 26.                          | 06.09.2006                   | Warszawa                     | Serbia                       |                              | 1:1                          | el. Euro 2008                |
| 27.                          | 07.10.2006                   | Ałmaty                       | Kazachstan                   |                              | 1:0                          | el. Euro 2008                |
| 28.                          | 11.10.2006                   | Chorzów                      | Portugalia                   |                              | 2:1                          | el. Euro 2008                |
| 29.                          | 07.02.2007                   | Jerez de la Frontera         | Słowacja                     |                              | 2:2                          | towarzyski                   |
| 30.                          | 26.03.2008                   | Kraków                       | Stany Zjednoczone            |                              | 0:3                          | towarzyski                   |

## Sukcesy
Austria Wiedeń:
- Mistrzostwo Austrii: 2005/2006
- Puchar Austrii: 2005/2006 i 2006/2007

## Działalność sportowa
Po zakończeniu kariery piłkarskiej został dyrektorem sportowym akademii piłkarskiej Coerver Coaching Polska.
Wraz z Andrzejem Niedzielanem założył szkółkę piłkarską AP PROFI.